# Mizu shōbai
Mizu-shōbai (水商売?) , literalmente comerțul cu apă, este eufemismul tradițional pentru afacerile de divertisment pe timp de noapte în Japonia, oferite de baruri și cabarete. Kabuki-chō din Shinjuku, Tokyo, este cea mai renumită zonă din Japonia unde se poate patrona comerțul cu apă, precum și omologul său mai carnal, fūzoku (風俗?)  - industria sexuală compusă din soaplands, saloane roz, cluburi de imagine și sănătate. 

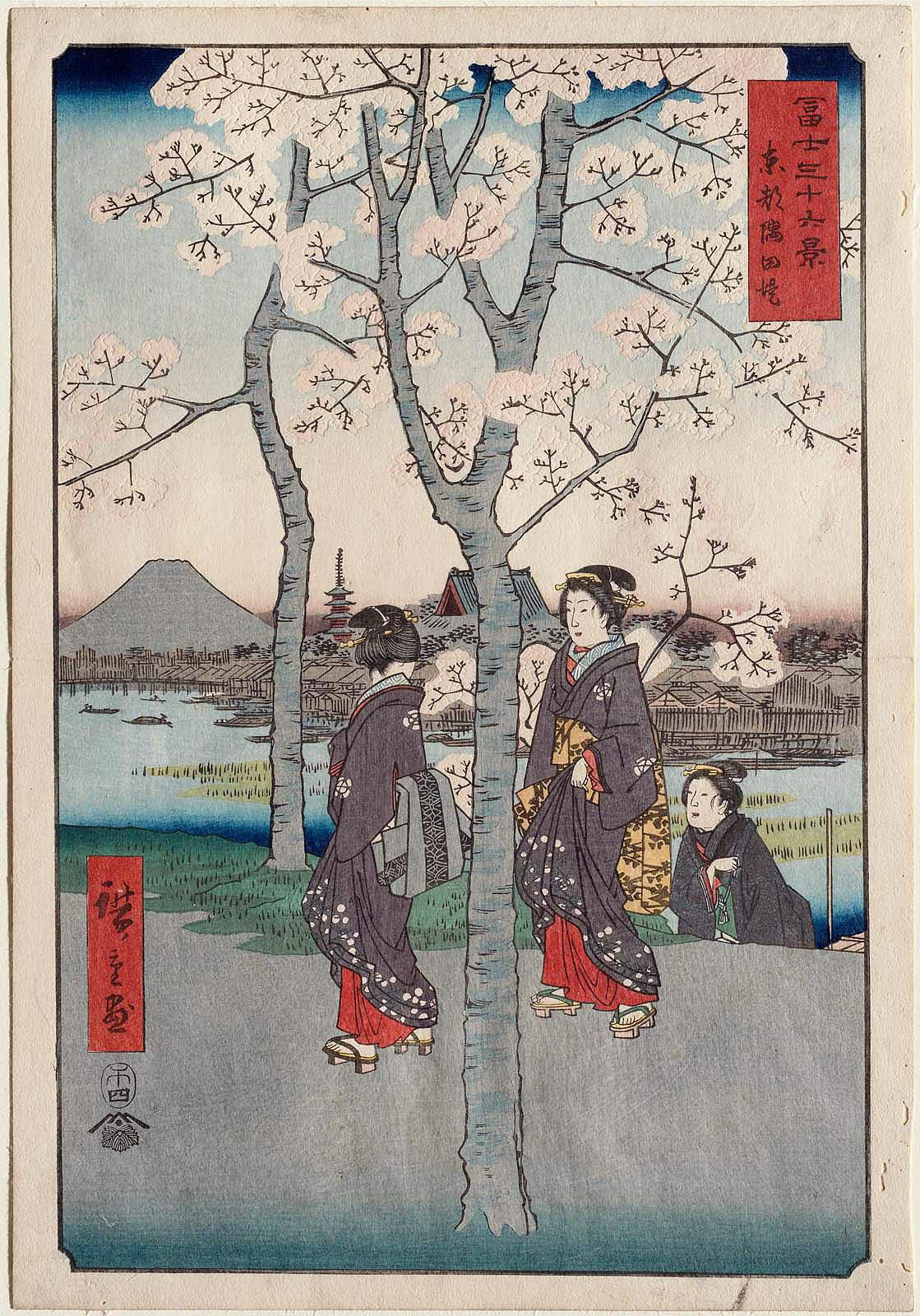
Stampă ukiyo-e a unui picnic Hanami de către Hiroshige, 1832

În timp ce originea reală a termenului mizu-shōbai  este discutabilă, este posibil ca termenul să fi intrat în folosință în timpul shogunatului Tokugawa (1603-1868).  Perioada Tokugawa a cunoscut dezvoltarea unor băi mari și a unei rețele extinse de hanuri pe căi rutiere, care oferă "băi fierbinți și eliberare sexuală", precum și extinderea cartierelor cugeishe și a cartierelor de curtezane în orașe și orășele din întreaga țară. Având legătură cu aspectele căutării plăcerii (ukiyo 浮世, cu antiteticul său omofon 憂世 ukiyo - "ciclul dureros al existenței") sau cu "lumea plutitoare", mizu-shōbai este o metaforă a plutirii, a băutului și a stăpânirii vieții, asemănătoare expresiei occidentale: "Să mâncăm și să bem, căci mâine vom muri" (Isaia 22:13). 
Conform unei teorii propuse de Nihon Gogen Daijiten,  termenul provine de la expresia japoneză "A pierde sau a câștiga este o chestiune de noroc" 勝負は水物だ [shōbu wa mizumono da] , unde semnificația literală a expresiei "chestiune de noroc", mizumono (水物?) , este "o chestiune de apă". În activitatea de divertisment, veniturile depind de un număr mare de factori nestatornici precum popularitatea în rândul clienților, vremea, starea economiei; succesul și eșecul se schimbă la fel de rapid ca fluxul de apă. Nihon Zokugo Daijiten, , pe de altă parte, observă că termenul poate deriva din expresia doromizu-kagyō (泥水稼業?) lit. "afacere plină de noroi", pentru câștigarea vieții în districtele felinarului roșiu sau din expresia mizuchaya (水茶屋?) a erei Edo  pentru ceainărie publică.    